# Джуміті (Лецурцуме)
Джуміті (груз. ჯუმითი) — село в Грузії.
За даними перепису населення 2014 року в селі проживає 331 особа.